# Thayngen (stacja kolejowa)
Thayngen – stacja kolejowa w Thayngen, w kantonie Szafuza, w Szwajcarii. Między przystankiem Bietingen a Thayngen przebiega granica niemiecko-szwajcarska.
Na stacji zatrzymują się pociągi Schweizerische Bundesbahnen jak i Deutsche Bahn, są to składy Regionalbahn oraz S-Bahn Zürich (linie S16 Thayngen-Zurych-Meilen; S22 Bülach–Szafuza– Singen).
| Thayngen                    |  |                             |
| Linia Hochrhein             |  |                             |
| Herblingenodległość: 5,1 km |  | Bietingen odległość: 2,6 km |